# Прикарпаття

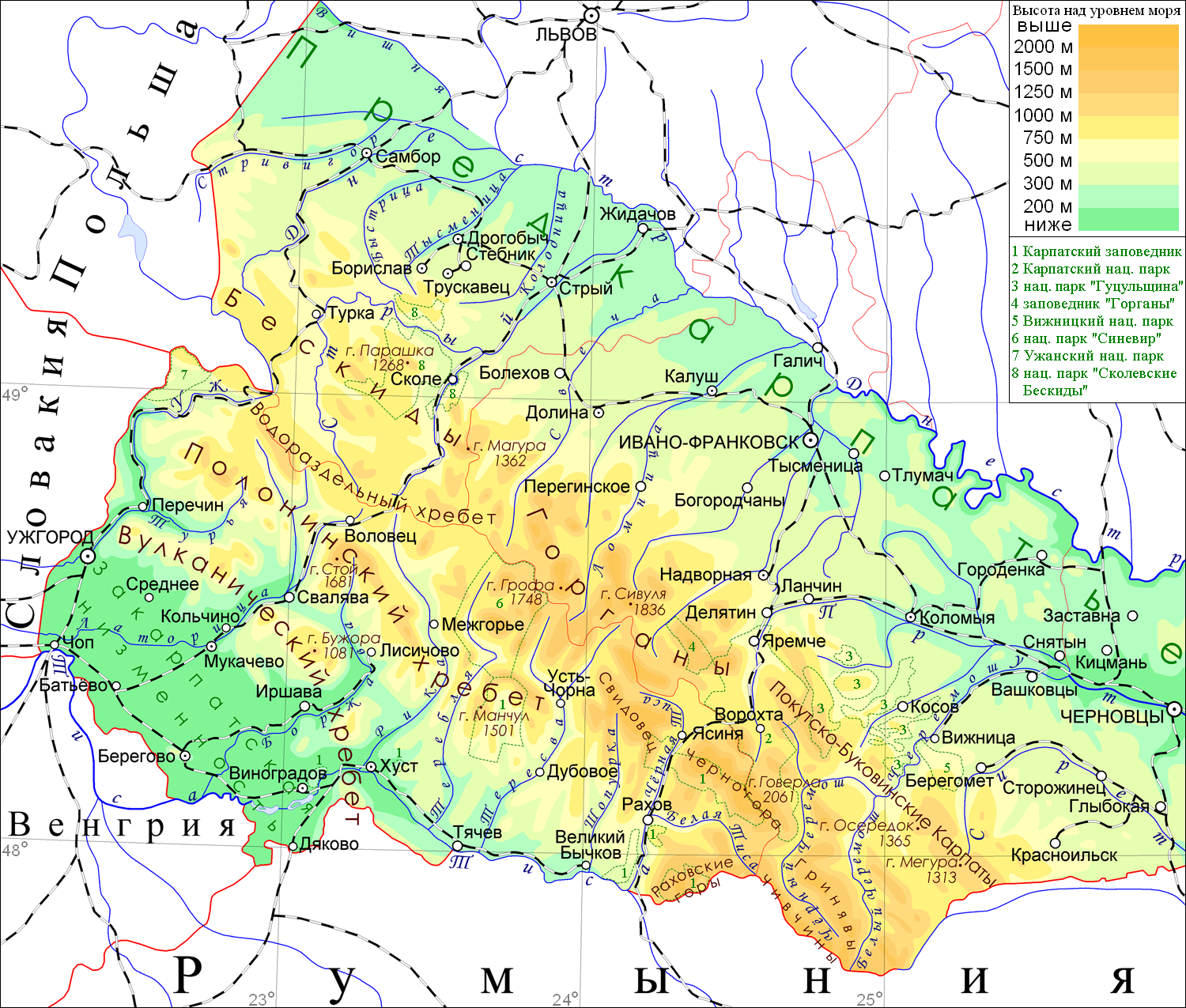
Мапа українських Карпат, українського Прикарпаття й українського Закарпаття

Прикарпа́ття — історико-географічний та етнокультурний регіон України. За сучасним трактуванням до Прикарпаття належить більша частина Івано-Франківської області (підгірська частина Івано-Франківського, Калуського, Косівського та Надвірнянського районів), частина Львівської (підгірська частина Дрогобицького, Самбірського та Стрийського районів — західне Прикарпаття) та Чернівецької (підгірська частина Вижницького та Чернівецького районів — східне Прикарпаття).
Історично до Прикарпаття також входять: прикарпатська частина Бойківщини, Гуцульщини, Лемківщини, а також Покуття та Опілля. Географічно границя Прикарпаття в цілому збігається із річищем Дністра та Верещиці — на півночі та північному сході, а також головним вододілом, який розділяє басейни Вісли й Дністра з одного боку й басейн Тиси — з іншого, — на півдні.

## Територія Прикарпаття

Карта Карпатського регіону: I. зовнішнє прикарпаття (обведене червоним)

Територія Прикарпаття характеризується надзвичайно складною і своєрідною історією заселення та господарського розвитку. Зміна різних соціально-економічних формацій, перехід під володіння від однієї держави до іншої, багатовікова міграція населення істотно вплинули на характер і напрямок господарства, на особливості формування і відтворення населення, на демографічні процеси та географічне розташування та структуру населення.
Карпатські гори займають всього третину площі Прикарпаття, але саме гірські краєвиди стали візиткою цього краю. Ворохта, Верховина та Яремче — відомі туристичні місця.
На Прикарпатті багато історико-архітектурних об'єктів. Наприклад, давній Галич (нині село), що відзначив нещодавно своє 1100-ліття. В давньоруських літописах згадуються Тисмениця (1143 рік), Снятин (1158), Тлумач (1213), Коломия (1240). А ще є Манявський скит, Скелі Довбуша, Пантелеймонівська церква, Косів. Тут писались Галицьке Євангеліє та Галицько-Волинський літопис.

## Історія та населення Прикарпаття
Археологічні та історичні дослідження свідчать, що Прикарпаття було заселене ще в доісторичну епоху. Це підтверджують виявлені тут залишки стоянок раннього, середнього і пізнього неоліту.
Північні й південні схили Карпат, тобто територія сучасного українського Прикарпаття та Закарпаття, за свідченням більшості істориків, були заселені білими хорватами, потім переважно іншими слов'янами. Слов'янські племена були автохтонами цієї території, мали високий рівень культури, відзначалися досить високою густотою населення.
Цей край був заселений тиверцями та білими хорватами, коли наприкінці Х століття увійшов до складу Київської Русі, в період коли князь Володимир повністю завершує підкорення всіх руських земель (Перемишль, Червенські міста, Закарпатська Русь та інші).
В 1144 році утворилося Галицьке князівство, а легендарний король Данило Романович в ХІІІ столітті зробив Галицько-Волинське князівство наймогутніших слов'янським державним об'єднанням свого часу. Правда, по його смерті ці землі ділили між собою поляки, австрійці й угорці. Цей розподіл тривав до XX століття. Найбільшим містом на території сучасного українського Прикарпаття був Галич — політичний і адміністративний центр — Галицько-Волинської землі (ХІІ–ХІІІ ст.). У цей період на території Прикарпаття виникає ряд інших міст (Снятин, Перегінське, Коломия, Калуш).
В 1349 році Польща захопила Галицьку землю, на Прикарпатті розвиваються товарно-грошові відносини.
Основою економіки з XV до першої половини XIX ст. було сільське господарство, провідними галузями якого були землеробство і тваринництво, підсобними — промисли з переробки зерна і продуктів скотарства, рибальство та інші.
Серед українського населення Карпат і Прикарпаття виділялися чітко виражені етнічні групи, які характеризувалися цілим рядом відмінностей у побуті, одязі, говорах тощо. В першій частині «Географії Руси» Р. Заклинського читаємо, що «Русинів, що сидять в горах низького Бескида, називають лемками, других, що живуть в горах від річки Ослава, аж по джерела Лімниці, називають бойками, а тих, що живуть в Чорногорах по стороні галицькій, буковинській і угорській, називають гуцулами. Крім того маємо ще жителів рівного поля і тут одних називають подоляни, інших ополяни, ністровяни, долишняни, сотаками, жителів лісових названо полісюки, тих що живуть між Дністром і горами названо підгорянами».
На теперішній час гуцули заселяють частину гірських районів Івано-Франківської і Чернівецької областей та Рахівський район Закарпатської області. Це дуже цікава етнічна група, яка відзначається надзвичайно оригінальною матеріальною і духовною культурою, особливими характерними і неповторними рисами у забудові осель, в одязі, у народній поетичній і музичній творчості.

## Бойківщина
Бойками називають етнічну групу українців гірських районів Львівської та Івано-Франківської областей, між річками Ужем і Торцем. Культура і побут бойків, як і гуцулів, відзначаються цілим рядом особливостей.

## Лемківщина
Лемківщина розташована по обох схилах Бескидів, між річками Сяном і Попрадом, а також на захід від Ужа. Ця територія споконвіку перебувала в чужоземному оточенні, попри це її населення — лемки — зберегли оригінальну культуру, побут і мову.

## Покуття
Надвірнянський район (до Яремчі), Коломийський район, понад половини Снятинського району належать до Покуття. Яремче, Ворохта, Косівський, Верховинський райони — Карпати. Це все можна побачити на карті, де розмежовуються ці регіони.

## Історія в сучасну епоху
1919 року в Станіславі проголошено об'єднання ЗУНР і УНР, але 1920 року ці землі переходять до Польщі. 1939 року створено Станіславську область у складі Української РСР. 1941 року почалася німецько-радянська війна. Збройний опір вояків УПА німецьким, а потім радянським військам тривав до початку 1950-х роках. 1962 року Станіслав перейменовано в Івано-Франківськ, а Станіславську область — в Івано-Франківську.

## Корисні копалини Прикарпаття
Серед найбільших газових родовищ є Угерське, Рудківське, Опарське, Хідновицьке, Калуське і Косівське. Траси «блакитного вогню» з Прикарпаття пролягли до Москви, Києва, Львова, Івано-Франківська, Мінська, Ленінграда, Дрогобича, Чернівців та інших міст і в сусідні країни.
З підняттям гірської споруди Карпат у межах їх Передгір'я, на прадавніх замкнених мілководдях і лагунах утворилися потужні товщі кам'яної та калійної солі, гіпсів, ангідритів, сірки.